# Сободырев, Владимир Александрович
Владимир Александрович Сободырев (род. 14 апреля 1952, Новочеркасск, Ростовская область) — советский самбист, дзюдоист, борец вольного и классического стилей, чемпион СССР, Европы и мира по самбо, обладатель Кубка мира по самбо, победитель турнира «Дружба-84», призёр чемпионатов СССР по дзюдо, Заслуженный мастер спорта СССР по самбо. Майор Советской армии. Выпускник Ростовского педагогического института.

## Биография
В 16 лет стал мастером спорта СССР по вольной борьбе. После призыва в армию занимался в ЦСКА под руководством тренера Сергея Преображенского. Иногда выступал в соревнованиях по классической борьбе, где вскоре также выполнил мастерский норматив.
Вскоре Сободырев сдружился с известным самбистом и дзюдоистом Виталием Кузнецовым, который занимался в соседнем зале. В 1973 году под влиянием Кузнецова он начал выступать в соревнованиях по самбо и дзюдо.
Объём бицепса Сободырева составлял 52 см. Он успешно выступал в соревнованиях по четырём видам борьбы. В толкании ядра всего лишь 10 см не дотягивал до мастерского норматива. Вырывал в стойке штангу весом 140 кг, и пять раз выжимал лёжа 170 кг. Кроме того, имел большой технический арсенал отработанных до автоматизма приёмов.
В 1985 году за «спекуляцию и контрабанду вещей народного потребления» осуждён на 7 лет. В 1990 году освобождён досрочно.

## Спортивные результаты
- 3-кратный чемпион мира;
- чемпион Европы 1976 года;
- 2-кратный победитель Кубка мира;
- чемпион VIII Спартакиады народов СССР;
- 5-кратный чемпион страны;
- победитель абсолютного чемпионата СССР;
- 29-кратный призёр чемпионатов Советского Союза по самбо и дзюдо;
- победитель турнира «Дружба-84» по самбо.

### Самбо
- Чемпионат СССР по самбо 1977 года — ;
- Чемпионат СССР по самбо 1978 года — ;
- Абсолютный чемпионат СССР по самбо 1978 года — ;
- Чемпионат СССР по самбо 1980 года — ;
- Чемпионат СССР по самбо 1981 года — ;
- VIII Спартакиада народов СССР — [3];
- Чемпионат СССР по самбо 1984 года — ;
- Чемпионат СССР по самбо 1985 года — ;

### Дзюдо
- Чемпионат СССР по дзюдо 1978 года — ;
- Чемпионат СССР по дзюдо 1980 года — ;
- Чемпионат СССР по дзюдо 1982 года — ;
- Чемпионат СССР по дзюдо 1983 года — .